# Sphagnum pungifolium
Sphagnum pungifolium är en bladmossart som beskrevs av Li Xing-jiang 1993. Sphagnum pungifolium ingår i släktet vitmossor, och familjen Sphagnaceae. Inga underarter finns listade i Catalogue of Life.